# Johannes Grande
Johannes Grande Román, auch Johannes Peccator (* 6. März 1546 in Carmona, Spanien; † 3. Juni 1600 in Jerez de la Frontera) war ein spanischer Krankenpfleger, Ordensmann und Heiliger.
Johannes stammte aus einer im Textilhandwerk tätigen Familie. 
Nach einer Darstellung begann er bereits als 19-Jähriger sich um die Kranken in der Stadt Jerez zu kümmern und wurde 1567 zum Vorsteher eines Krankenhauses, das er reformierte.
Nach einer anderen Darstellung zog Johannes sich im Alter von 22 Jahren in eine Einsiedelei zurück und wurde durch die Pestwelle von 1574 zur Krankenpflege inspiriert. Daraufhin gründete er ein Krankenhaus in Jerez. Er besuchte das von Johannes von Gott geführte Krankenhaus in Granada, übernahm dessen Regeln und schloss sich dem Krankenpflegeorden der Barmherzigen Brüder von Johannes von Gott an.
Johannes starb im Jahr 1600 an der Pest.
Er wurde 1852 von Pius IX. selig- und von Papst Johannes Paul II. 1996 heiliggesprochen. Seine Reliquien werden im Santuario Diocesano San Juan Grande im gleichnamigen Hospital in Jerez de la Frontera verehrt.